# Cosmos Music Group
Cosmos Music är ett nordiskt skivbolag, som är fristående från de tre stora bolagen (Universal Music Group, Sony Music Entertainment och Warner Music Group). Bolaget i sin nuvarande form skapades i december 2009 då Bonnier Amigo Music Group köptes ut av den sittande ledningen och bolaget bytte namn till Cosmos Music Group. Idag ägs företaget av Fredrik Ekander, Cai Leitner, Kent (Gillström) Isaacs och Christian Drougge.

## Historia
Cosmos Music har rötter från 1966 då bröderna Per-Anders och Jan Boquist startade skivbolaget Amigo. Amigo var i flera decennier ett av Sveriges mest inflytelserika indieskivbolag. 2001 köptes Amigo av skivbolaget Bonnier Music AB, som den familjeägda mediekoncernen Bonnier AB hade startat 1999. Bolaget bytte namn till Bonnier Amigo Music Group. I december 2009 förvärvade en ägargrupp med bolagets dåvarande chef Fredrik Ekander i spetsen Bonnier Amigo Music Group från Bonnier-koncernen. I samband med övertagandet döptes bolaget om till Cosmos Music Group och sedermera till endast Cosmos Music.

## Underetiketter
- Alfie
- Amigo
- Bauta
- BITD
- Cosmos
- Tri-Sound
- Supernova
- Dope
- Rotate